# Kohistani de Kalam
Pour les articles homonymes, voir Kohistani et gwc.
Le kohistani de Kalam, aussi appelé gawri (کالامي), kalami (ګاوری) ou bashkarik, est une langue indo-iranienne du groupe des langues dardes, parlée par 85 900 personnes dans le district de Swat, ainsi que dans celui de Dir, situés dans les territoires de la Frontière du Nord-Ouest, au Pakistan.

## Désignation de la langue
Les noms alternatifs servant à désigner la langue sont impropres. « Gawri » est le terme utilisé par les locuteurs torwali, tandis que « bashkarik » dérive du khowar. Dans cette langue, « bashkari » désigne les locuteurs du kohistani de kalam, et « bashkarwar », la langue.

## Écriture
| آ  | آٞ | ب | پ  | ت  | ٹ | ث | ج | چ | ڄ  |
| څ  | ح | خ | د  | ڈ  | ذ | ر | ڑ | ز | ژ  |
| س  | ش | ݭ | ص  | ض  | ط | ظ | ع | غ | ف  |
| ق  | ک | گ | ل  | ݪ  | م | ن | ں | و | اُو |
| او | ہ | ی | ای | اے | ھ |   |   |   |    |